# Pharaphodius desertus
Pharaphodius desertus är en skalbaggsart som beskrevs av Johann Christoph Friedrich Klug 1845. Pharaphodius desertus ingår i släktet Pharaphodius och familjen Aphodiidae. Inga underarter finns listade i Catalogue of Life.